# Bolotana
Bolotana település Olaszországban, Szardínia régióban, Nuoro megyében. Lakosainak száma 2358 fő (2023. január 1.). Bolotana Bonorva, Bortigali, Illorai, Lei, Macomer, Noragugume, Orani, Ottana és Silanus községekkel határos.

## Népesség
A település népességének változása:
| Lakosok száma | 2613 | 2579 | 2358 |
|               | 2017 | 2018 | 2023 |